# 世界足球 胜利十一人2010

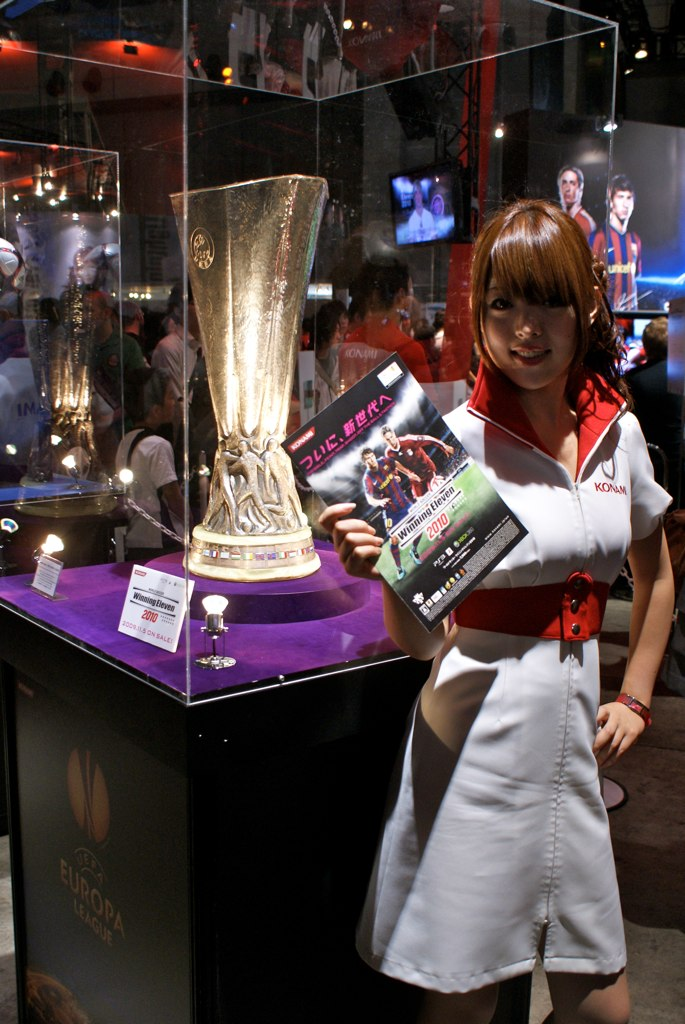
《世界足球 胜利十一人2010》在东京电玩展上的宣传模特

《世界足球 胜利十一人2010》是一款由科乐美公司制作和发行的足球类电子游戏。本游戏于2009年10月首先发行。游戏在PlayStation 3、任天堂Wii、PlayStation Portable和Xbox 360等平台发行。
《世界足球 胜利十一人2010》在图像和移动方面进行了改善。
游戏收到普遍正面评价。IGN给予本游戏8.7/10的分数。